# National Basketball Association 1989-1990
La stagione della National Basketball Association 1989-1990 fu la 44ª edizione del campionato NBA. La stagione si concluse con la vittoria dei Detroit Pistons, che sconfissero i Portland Trail Blazers per 4-1 nelle finali NBA.

## Squadre partecipanti
Con l'ingresso degli Orlando Magic e dei Minnesota Timberwolves le squadre da questa stagione sono 27.
- Atlanta Hawks
- Boston Celtics
- Charlotte Hornets
- Chicago Bulls
- Cleveland Cavaliers
- Dallas Mavericks
- Denver Nuggets
- Detroit Pistons
- G.S. Warriors
- Houston Rockets
- Indiana Pacers
- L.A. Clippers
- L.A. Lakers
- Miami Heat

- Minnesota T'wolves
- Milwaukee Bucks
- N.J. Nets
- N.Y. Knicks
- Orlando Magic
- Phoenix Suns
- Philadelphia 76ers
- Portland T. Blazers
- Sacramento Kings
- San Antonio Spurs
- Seattle S.Sonics
- Utah Jazz
- Washington Bullets

## Classifica finale

### Eastern Conference
| Squadra            | V  | P  | %    | GB |
| ------------------ | -- | -- | ---- | -- |
| Philadelphia 76ers | 53 | 29 | 64,6 | -  |
| Boston Celtics     | 52 | 30 | 63,4 | 1  |
| New York Knicks    | 45 | 37 | 54,9 | 8  |
| Washington Bullets | 31 | 51 | 37,8 | 22 |
| Miami Heat         | 18 | 64 | 22,0 | 35 |
| New Jersey Nets    | 17 | 65 | 20,7 | 36 |

| Squadra             | V  | P  | %    | GB |
| ------------------- | -- | -- | ---- | -- |
| Detroit Pistons C   | 59 | 23 | 72,0 | -  |
| Chicago Bulls       | 55 | 27 | 67,1 | 4  |
| Milwaukee Bucks     | 44 | 38 | 53,7 | 15 |
| Cleveland Cavaliers | 42 | 40 | 51,2 | 17 |
| Indiana Pacers      | 42 | 40 | 51,2 | 17 |
| Atlanta Hawks       | 41 | 41 | 50,0 | 18 |
| Orlando Magic       | 18 | 64 | 22,0 | 41 |

### Western Conference
| Squadra                | V  | P  | %    | GB |
| ---------------------- | -- | -- | ---- | -- |
| San Antonio Spurs      | 56 | 26 | 68,3 | -  |
| Utah Jazz              | 55 | 27 | 67,1 | 1  |
| Dallas Mavericks       | 47 | 35 | 57,3 | 9  |
| Denver Nuggets         | 43 | 39 | 52,4 | 13 |
| Houston Rockets        | 41 | 41 | 50,0 | 15 |
| Minnesota Timberwolves | 22 | 60 | 26,8 | 34 |
| Charlotte Hornets      | 19 | 63 | 23,2 | 37 |

| Squadra                | V  | P  | %    | GB |
| ---------------------- | -- | -- | ---- | -- |
| Los Angeles Lakers     | 63 | 19 | 76,8 | -  |
| Portland Trail Blazers | 59 | 23 | 72,0 | 4  |
| Phoenix Suns           | 54 | 28 | 65,9 | 9  |
| Seattle SuperSonics    | 41 | 41 | 50,0 | 22 |
| Golden State Warriors  | 37 | 45 | 45,1 | 26 |
| Los Angeles Clippers   | 30 | 52 | 36,6 | 33 |
| Sacramento Kings       | 23 | 59 | 28,0 | 40 |

## Vincitore
| Campione NBA 1989-1990      |
| --------------------------- |
| Detroit Pistons (2º titolo) |

## Statistiche
| Categoria             | Player          | Team                | Stat |
| --------------------- | --------------- | ------------------- | ---- |
| Punti per gara        | Michael Jordan  | Chicago Bulls       | 33,6 |
| Rimbalzi per gara     | Hakeem Olajuwon | Houston Rockets     | 14,0 |
| Assist per gara       | John Stockton   | Utah Jazz           | 14,5 |
| Palle rubate per gara | Michael Jordan  | Chicago Bulls       | 2,8  |
| Stoppate per gara     | Hakeem Olajuwon | Houston Rockets     | 4,6  |
| FG%                   | Mark West       | Phoenix Suns        | 62,5 |
| FT%                   | Larry Bird      | Boston Celtics      | 93,0 |
| 3FG%                  | Steve Kerr      | Cleveland Cavaliers | 50,7 |

## Premi NBA
- NBA Most Valuable Player Award: Magic Johnson, Los Angeles Lakers
- NBA Rookie of the Year Award: David Robinson, San Antonio Spurs
- NBA Defensive Player of the Year Award: Dennis Rodman, Detroit Pistons
- NBA Sixth Man of the Year Award: Ricky Pierce, Milwaukee Bucks
- NBA Most Improved Player Award: Rony Seikaly, Miami Heat
- NBA Coach of the Year Award: Pat Riley, Los Angeles Lakers
- NBA Executive of the Year Award: Bob Bass, San Antonio Spurs
- All-NBA First Team:
  - F - Karl Malone, Utah Jazz
  - F - Charles Barkley, Philadelphia 76ers
  - C - Patrick Ewing, New York Knicks
  - G - Michael Jordan, Chicago Bulls
  - G - Magic Johnson, Los Angeles Lakers
- All-NBA Second Team:
  - F - Larry Bird, Boston Celtics
  - F - Tom Chambers, Phoenix Suns
  - C - Hakeem Olajuwon, Houston Rockets
  - G - John Stockton, Utah Jazz
  - G - Kevin Johnson, Phoenix Suns
- All-NBA Third Team:
  - F - James Worthy, Los Angeles Lakers
  - F - Chris Mullin, Golden State Warriors
  - C - David Robinson, San Antonio Spurs
  - G - Clyde Drexler, Portland Trail Blazers
  - G - Joe Dumars, Detroit Pistons
- All-Defensive First Team:
  - Dennis Rodman, Detroit Pistons
  - Buck Williams, Portland Trail Blazers
  - Hakeem Olajuwon, Houston Rockets
  - Michael Jordan, Chicago Bulls
  - Joe Dumars, Detroit Pistons
- All-Defensive SecondTeam:
  - Kevin McHale, Boston Celtics
  - Rick Mahorn, Philadelphia 76ers
  - David Robinson, San Antonio Spurs
  - Derek Harper, Dallas Mavericks
  - Alvin Robertson, Milwaukee Bucks
- All-Rookie First Team:
  - Tim Hardaway, Golden State Warriors
  - Pooh Richardson, Minnesota Timberwolves
  - David Robinson, San Antonio Spurs
  - Sherman Douglas, Miami Heat
  - Vlade Divac, Los Angeles Lakers
- All-Rookie Second Team:
  - J.R. Reid, Charlotte Hornets
  - Sean Elliott, San Antonio Spurs
  - Stacey King, Chicago Bulls
  - Blue Edwards, Utah Jazz
  - Glen Rice, Miami Heat